# Uriah Heep (rockband)
Uriah Heep is een Britse rockband met als oorspronkelijke leden Ken Hensley (keyboard en gitaar), David Byron (zang), Paul Newton (bas), Mick Box (gitaar) en Alex Napier (drums).
Uriah Heep bestaat sinds 1969. De samenstelling veranderde later meerdere keren. Kenmerkend zijn de meerstemmige backing vocals en invloeden van progressieve rock, hardrock, heavy metal, jazz, en soms zelfs country.

## Geschiedenis
In december 1969 stuurde Gerry Bron, producer en eigenaar van het kersverse Bronze Records, een groep genaamd Spice zijn studio in. Deze groep was opgericht door Box en Byron (pseudoniem van David Garrick). Op aandringen van Bron vroeg bassist Paul Newton aan Hensley om de groep te versterken. Intussen was de naam gewijzigd in Uriah Heep.
Het debuutalbum ...Very 'eavy ...very 'umble (1970) introduceerde een mengeling van harde orgel- en gitaarklanken, met de monumentale stem van Byron daar bovenuit. Ook de typerende koorzang was al aanwezig. De single 'Gypsy' werd een vast onderdeel van het UH-repertoire. De plaat verkocht matig, maar de recensie in het Amerikaanse popblad Rolling Stone is nog steeds berucht: "If this band is gonna make it I'll have to commit suicide."
Het tweede album "Salisbury" (eind 1970, begin 1971) bevond zich meer in het progressieve rock-genre, met een titeltrack van 16 minuten waarin 24 houten blaasinstrumenten meespeelden. Ook dit album verkocht niet bijzonder goed, maar Lady in Black zou een paar jaar later nog een flinke hit worden in Duitsland. Vanaf dit album was Hensley de belangrijkste componist van de groep.
De grote doorbraak in Nederland kwam met "Look at Yourself" (1971) waarvan de titelsong en vooral 'July Morning' rockklassiekers werden. Hierop speelde toetsenist Manfred Mann een opmerkelijke solo zonder de band ooit ontmoet te hebben. Producer Bron kreeg steeds meer te vertellen. Dat leidde tot conflicten met de vader van Newton, die de manager van de groep was. Eind 1971 vertrokken vader en zoon Newton.
De eerste vervanger Mark Clarke bleef net lang genoeg om samen met Hensley de volgende klassieker te schrijven en op te nemen: 'The Wizard'. De hoge noten in het het refrein zijn van hem. Maar met de heroïneverslaafde Nieuw-Zeelander Gary Thain en krachtdrummer Lee Kerslake had Uriah Heep eindelijk een stabiele bezetting, zij het voorlopig! Het vijftal beleefde met "Demons and Wizards" (1972) de mondiale doorbraak. De hitsingle Easy Livin' werd in Nederland twee keer uitgebracht, en werd een topper in 1973.
Byron wilde het wereldwijde succes zo snel mogelijk uitbuiten en stuurde de band slechts een paar maanden later weer zijn studio in. "The Magician's Birthday" (1972) borduurde gedeeltelijk voort op de succesformule. De meningen van de fans zijn verdeeld, sommigen vinden het album onevenwichtig en te haastig, anderen menen dat het superieur is aan zijn voorganger.
De albums bleven in een hoog tempo uitkomen. In navolging van andere rockgroepen kwam Uriah Heep met "Live 1973" (januari 1973). Het livealbum bevatte een klaphoes met een fotoalbum, tot dan toe niet vertoond. Met dit album werd de naam als hardrocktopper definitief gevestigd.
De snelheid waarmee de belangrijkste componist van de band Hensley componeerde bleef erg hoog. Opvolger "Sweet Freedom" (1973) werd in Frankrijk opgenomen, dit album benaderde misschien wel het beste de livesound. The single werd 'Stealin'. De single werd in delen van de VS verboden vanwege de compromitterende zin « I done the rauncher’s daughter ». Min of meer gelijktijdig kwam ook Hensley's eerste soloplaat uit. Omdat hij zich liet assisteren door Kerslake en Thain staat de muziek erg dicht bij dat van Uriah Heep zelf. Achteraf had de groep wellicht het beste van beide albums moeten combineren. Want ook "Sweet Freedom" is erg wisselvallig.
"Wonderworld" (begin 1974) werd opgenomen in München, en wordt ook wel blunderworld genoemd. Een tweetal live-opnames, "Live at the King Biscuit Flower Hour 1974" en "Live at Shepperton 1974" werden pas jaren later op de markt uitgebracht. Op de laatste staan zes nummers die niet op Live 1973 voorkomen.

### Moeilijkheden
De klassieke bezetting die sinds "Demons and Wizards" bijeen was, begon mede door onvoorziene pech de nodige scheuren te vertonen. Box, Kerslake, Hensley, Byron en Thain is de formatie die het beste van Heep heeft voortgebracht. Toen Thain in Dallas een elektrische schok opliep begon de narigheid. Hij moest het ziekenhuis in. Toen na enig gekrakeel duidelijk werd dat Thain niet volledig zou herstellen moest hij de band verlaten. Eind 1975 overleed hij aan een overdosis heroïne. Juist in die periode genoot Uriah Heep zijn grootste succes.
De opvolger van Thain was John Wetton, die in King Crimson zijn talenten had bewezen. Met hem werd "Return to fantasy" (1975) opgenomen. Het titelnummer was in Nederland een bescheiden hit. Het album was minder extreem dan de voorgangers zonder de typische Heep ingrediënten geweld aan te doen. Op kant twee experimenteerde de groep met andere genres, zoals country.
De band toerde de hele wereld over. Het toeren en opnemen tegelijk begon zijn tol te eisen. Box vertelde dat de band uit de VS werd teruggevlogen naar Londen om een nummer op te nemen om meteen weer in het vliegtuig te worden gezet voor het volgende optreden in de VS. In datzelfde jaar 1975 brachten Byron en Hensley ieder ook nog een soloplaat uit.
Voor "High and Mighty" (1976) werd producer en manager Bron aan de kant gezet en de groep produceerde het album zelf. Box heeft het album als te licht betiteld. 'Weep in Silence' is een ballad in de stijl die veel later de Scorpions beroemd zou maken. De andere bijdrage van Wetton, 'Footprints in the Snow', is enigszins verwant aan 'The Wizard'. Op dit album is de dominantie van Hensley als componist overduidelijk.
Uriah Heep staat dat jaar op Pinkpop waar het kampt met veel technische problemen en ruzie met de organisatie. Het is tevens een van de laatste concerten van Byron. Een week later krijgt hij zijn ontslag, omdat hij zich in de ogen van de anderen onmogelijk had gemaakt. Byron werd in februari 1985 dood aangetroffen in zijn huis, waarschijnlijk door overmatig alcoholgebruik.

### Nieuwe start
Wetton vertrekt naar Wishbone Ash. Uriah Heep maakt een nieuwe start, maar op een alles, behalve geschikt moment. "High and Mighty" had oude fans afgestoten zonder vervolgens nieuwe aan te trekken. Terwijl Uriah Heep de interne problemen probeert op te lossen, breken The Sex Pistols door. De gevestigde rocklegendes worden mede hierdoor in één klap opzijgezet en voortaan tot de dinosaurussen gerekend. Uriah Heep kan tot een van hen gerekend worden.
John Lawton (ex-Lucifers Friend en Les Humpries Singers) is de nieuwe zanger. Van David Bowies The Spiders from Mars komt bassist Trevor Bolder over. Drie albums verschijnen in deze bezetting: Firefly (1977), Innocent Victim (1978) en Fallen angel (1979). Er zijn grote successen in Duitsland waar 'Lady in Black', 'Free Me' en 'Love or Nothing' grote hits worden. Maar in Nederland, Engeland en vooral in de Verenigde Staten is Uriah Heep - mede doordat Lawton de zangkwaliteiten van Byron niet kon evenaren -  zijn reputatie en faam kwijt.
Beïnvloed door drugs besluit Hensley om Lawton de wacht aan te zeggen. In 1980 wordt "Conquest" uitgebracht met John Sloman als zanger en Chris Slade op de drums. Kerslake stapt over naar Ozzy Osbourne. Vele fans houden het dan al voor gezien. Het album heeft zeker de nodige creativiteit in zich, maar het bezit aan "Heephandelsmerken" was zwaar-onvoldoende voor succes.
Hensley gooit vervolgens de bebloede handdoek in de ring. Hij wordt gezien als de stuwende kracht achter de band, maar krijgt ook verreweg de meeste schuld van de neergang. De nieuwe bandleider is Box. Hij gaat nog even door met de dan bestaande formatie aangevuld met toetsenman Gregg Dechert, maar na de geflopte single 'Think It Over', ontbindt hij Uriah Heep. Hensley overleed op 4 november 2020.
Noch Byron, noch Hensley heeft zonder de band hetzelfde niveau kunnen bereiken, evenmin als Box en Uriah Heep zonder deze twee sleutelfiguren.

### Heropstanding
Na een periode van een flinke dagelijkse borrel herrijst Uriah Heep als een feniks uit zijn as en komt in 1982 "Abominog" uit. De band bestaat dan uit Mick Box, Pete Goalby, Bob Daisley, Lee Kerslake en John Sinclair. "Abominog" klinkt buitengewoon heavy en wordt goed ontvangen. "Head First" (1983) is van dezelfde snit maar iets gepolijster. Dan legt label Bronze het bijltje erbij neer en zit de band zonder contract. Voor het Portrait-label wordt in 1985 "Equator" opgenomen. Daisley is dan vervangen door de teruggekeerde Trevor Bolder.
Het album is geen succes. De wildernisjaren breken aan. Sinclair en Goalby stappen op. Bernie Shaw en Phil Lanzon treden toe in 1986, en zijn er tot nu toe nog steeds bij. De samenstelling die het meer dan twintig jaar met elkaar zou volhouden is: Box, Bolder, Kerslake, Lanzon en Shaw. Met wisselend succes worden albums opgenomen als "Raging Silence" (1989) en "Different World" (1991). Pas als "Sea of Light" (1995) het licht ziet worden vele Heepfans weer wakker. Het in 1998 verschenen "Sonic Origami" is kwalitatief zeker zo constant met overduidelijke klassieke Heepkenmerken. In 2000 komt Heep onder de hoede van Classic Rock Productions.
Diverse dvd's worden opgenomen tijdens liveconcerten waarvan het reünieconcert uit 2001 met Hensley en Lawton het meest memorabel is. De band heeft een nieuw contract getekend met Sanctuary, in september 2007 moet het nieuwe album uitkomen.
In Nederland zorgt een fanatieke schare fans voor een grote populariteit. Uriah Heep stond al twee keer op het Arrow Rock Festival en eenmaal op Bospop. Tussendoor laat de band zich in het clubcircuit zien.
In januari 2007 verlaat drummer Kerslake om gezondheidsredenen de band. Niet veel later neemt Russell Gilbrook zijn plaats in. Russell is een powerdrummer die met de groten in de rockwereld heeft gespeeld zoals Tony Iommi en Van Morrison. Met Russell wordt in de zomer van 2007 het nieuwe studioalbum Wake the Sleeper opgenomen. Universal heeft het album wereldwijd uitgebracht in juni 2008.
In oktober 2009 bracht Uriah Heep hun 40-jarig jubileumalbum "Celebration" uit met nieuwe studio-opnamen van twaalf van de best bekende nummers, alsook twee compleet nieuwe nummers.
Na het eerste (uitverkochte) concert van de Europese tour op 12 april 2011 in Weert werd op 15 april 2011 het 23e studioalbum "Into the Wild" in Europa uitgebracht (5 mei in Noord-Amerika) via Frontiers Records. Daarna volgden de albums Outsider (2014) en Living the Dream in 2018.
Op 21 mei 2013 overleed Trevor Bolder aan de gevolgen van kanker.
Voormalig zanger John Lawton overleed op 29 juni 2021 op 74-jarige leeftijd.

## Naam
Uriah Heep is genoemd naar de schurk in de roman David Copperfield van Charles Dickens.

## Varia
De band Uriah Heep genoot een opmerkelijke populariteit in het toenmalige West-Duitsland. In één van de sketches van Tampert, een persiflage op Duitse krimi´s zoals Derrick (waarin de hoofdrol werd gespeeld door acteur Horst Tappert), van het Nederlands tv-programma Jiskefet, een humoristische, absurdistisch-satirische serie uitgezonden door de VPRO van 1990 tot 2005, werd dit in diverse afleveringen ooit subtiel aangestipt.

## Studioalbums
- ...Very 'eavy ...very 'umble (1970)
- Salisbury (1971)
- Look at yourself (1971)
- Demons and wizards (1972)
- The Magician's Birthday (1972)
- Sweet Freedom (1973)
- Wonderworld (1974)
- Return to Fantasy (1975)
- High and Mighty (1976)
- Firefly (1977)
- Innocent victim (1977)
- Fallen Angel (1978)
- Conquest (1980)
- Abominog (1982)
- Head First (1983)
- Equator (1985)
- Raging Silence (1989)
- Different World (1991)
- Sea of Light (1995)
- Sonic Origami (1998)
- Wake the Sleeper (2008)
- Celebration (2009)
- Into the Wild (2011)
- Outsider (2014)
- Totally Driven (2015)
- Living the Dream (2018)
- Chaos & Colour (2023)

## NPO Radio 2 Top 2000
| Nummer met noteringen in de NPO Radio 2 Top 2000 | '99 | '00 | '01 | '02 | '03 | '04 | '05 | '06 | '07 | '08 | '09 | '10 | '11 | '12 | '13 | '14 | '15 | '16 | '17 | '18 | '19 | '20 | '21 | '22 | '23 | '24 |
| ------------------------------------------------ | --- | --- | --- | --- | --- | --- | --- | --- | --- | --- | --- | --- | --- | --- | --- | --- | --- | --- | --- | --- | --- | --- | --- | --- | --- | --- |
| Easy Livin'                                      | 298 | 142 | 231 | 165 | 138 | 212 | 253 | 231 | 389 | 230 | 264 | 241 | 347 | 311 | 379 | 351 | 454 | 507 | 531 | 648 | 720 | 736 | 824 | 792 | 826 | 894 |

1. ↑  Een vetgedrukt getal geeft de hoogste notering aan.

## Dvd's
| Dvd's met eventuele hitnoteringen in de Nederlandse Music Top 30 | Datum van verschijnen | Datum van binnenkomst | Hoogste positie | Aantal weken | Opmerkingen |
| ---------------------------------------------------------------- | --------------------- | --------------------- | --------------- | ------------ | ----------- |
| Live at koko - London 2014                                       | 2015                  | 28-02-2015            | 6               | 1            |             |